# Classe Churchill
La classe Churcill fu una classe di sottomarini d'attacco nucleari della Royal Navy, in servizio dagli anni settanta agli anni novanta; si trattava di un perfezionamento della precedente classe Valiant. La prima nave della classe venne battezzata in onore del precedente Primo Ministro del Regno Unito e Primo Lord dell'Ammiragliato, Winston Churchill.

## Progettazione
Dopo lo HMS Dreadnought, che aveva introdotto i sottomarini nucleari nella Royal Navy, e la classe Valiant, la prima a montare motori nazionali britannici, con i sottomarini della classe Churchill si cercò di ottenere una silenziosità elevata, migliorando la sicurezza, la resa dei sensori e l'efficacia complessiva.
I sottomarini della classe Churchill portavano un equipaggio di 103 uomini e avevano un dislocamento a pieno carico in immersione di 4.900 t. Erano lunghi 86,9 metri, larghi 10,2 e pescavano 8,2. Il singolo reattore nucleare di cui erano dotati forniva vapore a due turbine English Electric, che producevano un totale di 20.000 CV per un singolo asse, permettendo di raggiungere una velocità massima di 28 nodi in immersione. Erano equipaggiati con un radar di ricerca di superficie Kelvin Type 1008, ed alla costruzione erano stati dotati di un impianto sonar Type 2001, che al finire degli anni settanta venne rimpiazzato da un impianto Type 202 e da un sensore trainato Type 2026.
Le armi erano le stesse della classe Valiant, come i siluri Mk 8 e Mk 23, ma presto si aggiunsero anche gli Mk 24 Tigerfish a doppio ruolo, seppur con alcuni difetti di affidabilità, e i missile antinave UGM-84 Harpoon.
Come per tutti i sottomarini nucleari potevano rimanere immersi per tempi praticamente indefiniti, limitati solo dalle provviste di viveri.

## Le navi
| Nome           | Ordinato        | Impostazione    | Varo             | Entrata in servizio | Destino finale                                                                                              | Note |
| -------------- | --------------- | --------------- | ---------------- | ------------------- | --- | --- |
| HMS Churchill  | 21 ottobre 1965 | 30 giugno 1967  | 28 dicembre 1968 | 15 luglio 1970      | radiato dal servizio attivo il 28 febbraio 1991                                                             | |
| HMS Conqueror  | 9 agosto 1966   | 5 dicembre 1967 | 28 agosto 1969   | 9 novembre 1971     | radiato dal servizio attivo il 2 agosto 1990                                                                | Durante la guerra delle Falkland si rese protagonista dell'affondamento dell'incrociatore argentino ARA General Belgrano: al 2012 è il solo sottomarino nucleare ad aver ingaggiato una nave nemica con i siluri. |
| HMS Courageous | 1º marzo 1967   | 15 giugno 1968  | 7 marzo 1970     | 16 ottobre 1971     | radiato dal servizio attivo il 10 aprile 1992; trasformato in nave museo presso la base navale di Devonport | Primo sottomarino britannico a imbarcare il missile antinave UGM-84 Harpoon. |